# الواحدي
'أبو الحسن علي بن أحمد بن محمد ابن علي الواحدي النيسابوري الشافعي (توفي 468 هـ)، هو عالم بالتفسير وأسباب النزول والعربية والتاريخ، وله شعر وصف بأنه رائق.
أشهر آثاره: «أسباب النزول»، وله تفاسير الثلاثة: «البسيط»، «الوسيط»، «الوجيز».

## المصدر
1. ↑  "تاريخ الأدب العربي" (PDF). دار العلم للملايين. 1984. ص. 175. اطلع عليه بتاريخ 2018-07-16.
2. ↑  "سير أعلام النبلاء". مؤسسة الرسالة. 2001. اطلع عليه بتاريخ 2018-07-16.
3. ↑  "سني أونلاين، الموقع الرسمي لأهل السنة والجماعة في إيران: الواحدي النيسابوري رحمه الله". اطلع عليه بتاريخ 2018-07-16.
4. ↑  عادل نويهض (1988)، مُعجم المُفسِّرين: من صدر الإسلام وحتَّى العصر الحاضر (ط. 3)، بيروت: مؤسسة نويهض الثقافية للتأليف والترجمة والنشر، ج. الأول، ص. 352، OCLC:235971276، QID:Q122197128
5. ↑  أحمد نتوف. "الواحدي (أبو الحسن، علي بن أحمد ـ)". الموسوعة العربية. هئية الموسوعة العربية سورية- دمشق. مؤرشف من الأصل في 15 يوليو 2018. اطلع عليه بتاريخ ذو الحجة 1435 هـ. {{استشهاد ويب}}: تحقق من التاريخ في: |تاريخ الوصول= (مساعدة)